# Полянське (Казахстан)
Поля́нське (каз. Полянское) — село у складі Алтайського району Східноказахстанської області Казахстану. Адміністративний центр Полянського сільського округу.
Населення — 587 осіб (2021; 912 у 2009, 1199 у 1999, 1352 у 1989).
Національний склад станом на 1989 рік:
- росіяни — 100 %

До 2020 року село називалось Перворосійське.